# Bánki-tó
A Bánki-tó 7 hektáron elterülő, átlagosan 4 méter mély tó a Nógrád vármegyei Bánkon, a fürdőzők és a horgászok körében is közkedvelt.

## Földrajz
A tavat fenékforrások táplálják. Felesleges vize egy zsilipen keresztül a medre mellett elvezetett Bánki-patakba folyik, mely a tó sarkánál torkollik a Lókos-patakba, s ezen keresztül éri el az Ipolyt.

## Történelem
A tóra vonatkozó legkorábbi írásos feljegyzés 1820-ból ismert. Ebben a következő található: „Van itt a' falu mellett egy álmélkodásra méltó tó, melyet a' köznép Tenger Szemének nevez”.
Az 1970-es évek óta a turizmus kedvelt célpontjaként számon tartott tó vize 1991-re alkalmatlanná vált a fürdésre. A bánki önkormányzat 2001–2002-ben állami támogatással rehabilitálta a tavat: iszapkotrást és partrendezést végeztek, valamint bővítették a tó területét.

## Turizmus

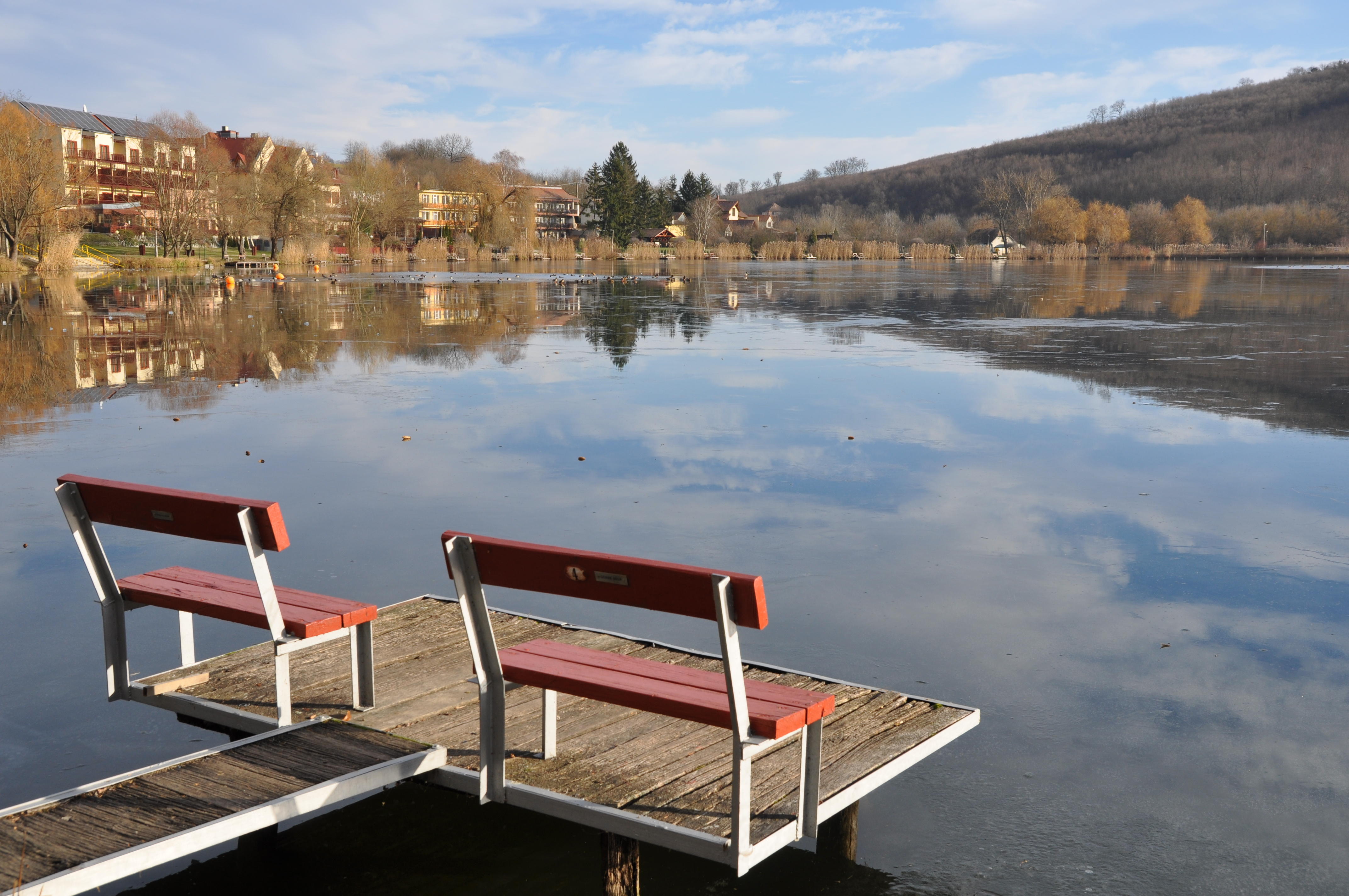
Bánki-tó

A tó fürdésre és horgászatra is alkalmas. A víz hőmérséklete nyáron a Balatonéhoz hasonló. A Bánki-tó északi partján található az 58 szobás Tó-hotel wellness-szálloda. A déli oldalán 2012-ben készült el a kalandpark, ahol mászópálya, tenisz, tollaslabda- és kosárlabdapálya, valamint óriás sakk várja a látogatókat. A szálloda melletti strand főidényben a nappali órákban fizetős, este és főidényen kívül szabadon látogatható.
A Marom Klub Egyesület 2009-2025 között (2020 kivételével) minden évben megrendezte a Bánkitó Fesztivált. A vízi színpadon rendszeresen tartanak koncerteket, színielőadásokat, nyári hétvégeken szabadtéri mozivetítéseket.
A szállodán kívül egy kemping, számos panzió és magánszállás is kínál szálláshelyeket.